# Klára Pollertová-Trojanová
Klára Pollertová-Trojanová, rozená Klára Pollertová (* 17. září 1971 Praha), je česká herečka.

## Životopis
Pochází ze sportovní a umělecké rodiny Pollertů, jejím bratrem je olympijský vítěz z Letních olympijských her 1992 v Barceloně Lukáš Pollert.
V československém filmu debutovala již v dětském věku v roce 1979 ve stejnojmenné filmové adaptaci Čapkovy novely Hordubal. V roce 1983 pak účinkovala v televizním seriálu Návštěvníci. V roce 1989 ztvárnila jednu z hlavních postav snímku Vrať se do hrobu!. Společně se svým mužem Ivanem Trojanem si zahrála i jeho filmovou manželku ve snímku Jedna ruka netleská z roku 2003.
Po ukončení studií na střední odborné škole vystudovala herectví na pražské DAMU, kde získala titul MgA., v divadle začínala hrát v roce 1994 Činoherním studiu Ústí nad Labem. Od roku 1995 byla členkou pražského Divadla pod Palmovkou.

## Osobní život
Třicet let (1992–2022) byl jejím manželem herec Ivan Trojan, se kterým má čtyři syny – Františka (* 1999), Josefa (* 2001), Antonína (* 2009) a Václava (* 2012).

## Filmografie

### Herecká filmografie
- 1979 – Hordubal (Hafie)
- 1980 – Zlatá slepice
- 1981 – Soví hnízdo (Stáňa)
- 1981 – Počítání oveček (dívka na Hančině posteli)
- 1983 – Návštěvníci (Ali Lábusová, spolužačka Adama)
- 1983 – Klíče od města (Martina)
- 1985 – Vesničko má středisková (Majka Pávková)
- 1985 – Do zubů a do srdíčka (Zuzana)
- 1986 – Operace mé dcery (Milena)
- 1989 – Vrať se do hrobu! (studentka Eva Málková)
- 1989 – Muka obraznosti
- 1993 – Mussolini - Cesta k moci (Carmen)
- 1993 – Moře mlčí (dívka)
- 1993 – Giovane Mussolini, Il
- 1994 – Laskavý divák promine (Terezie - Marie)
- 1995 – Tvůj svět (studentský film)
- 1995 – Pohádka o lidech a Boží lékárně (Justýnka)
- 1996 – O princi Truhlíkovi (Vítěnka)
- 1996 – Není houba jako houba (Berta)
- 1996 – Jak si pan Pinajs kupoval od kocoura sádlo (nevěsta)
- 1996 – Dívka se zázračnou pamětí (Anabel Frídmanová, vycházející pěvecká hvězda)
- 1997 – Vojtík a duchové (Kunhutina neteř Veronika)
- 1997 – Nebezpečné vztahy (divadelní záznam)
- 1997 – Cyprián a bezhlavý prapradědeček (Kunhutina neteř Veronika)
- 1999 – Oběti: Přepadení (Hrabánková, Igorova manželka)
- 2003 – Jedna ruka netleská (Sandra)
- 2007 – Poločas rozpadu (Karla)
- 2008 – Milovat se
- 2009 – Chuť léta
- 2009 – Archiv (žena v Křižákově bytě)
- 2012 – Kriminálka Anděl – díl Panenka (Marta Skálová)
- 2012 – Ve stínu (žena v sanitce)
- 2012 – Smíchov pláče, Brooklyn spí (Jana)
- 2012 – Don’t Stop (matka Mikiho)
- 2012 – Čtyři slunce (Jerryho matka)
- 2017 - Zádušní oběť (Kacovová)
- 2018 - Rašín (Šámalová)
- 2019 - Cena za štěstí (Kateřina Sladká)
- 2021 - Podezření (MUDr. Čechurová)

### Dokumentární
- 2003 – Noc s Andělem
- 2011 – 13. komnata Kláry Pollertové-Trojanové

### TV pořady
- 2012 – Zrcadlo tvého života

### Dabing
- 1994 – TV film Návrat Lew Harpera – Melanie Griffith (Schuyler Devereauxová)[2]
- 1998 – TV film Jenom láska – [dabing Hallmark] – Marisa Tomei (Evie)[3]
- 1999 – TV film Posedlost Ayn Randové – [dabing Hallmark] – Julie Delpy (Barbara Brandenová)[4]

## Divadlo

### Vybrané divadelní role
- Činoherní klub
  - 1991 – Utrpení mladého Medarda (Anička)[5]
  - 1991 – Orestés (Hermiona)[6]
- Národní divadlo (Stavovské divadlo)
  - 1991 – Sbohem, Sókrate (Klára) – vystupovala v alternaci s Barborou Kodetovou[7]
- Divadlo DISK
  - 1992 – Její pastorkyňa (Jenůfa) – divadelní představení na DAMU[8]
  - 1993 – Kurva svatá (Tonka) – divadelní představení na DAMU[9]
- Činoherní studio Ústí nad Labem
  - 1993 – Kurva svatá (Tonka) – divadelní představení na DAMU[9]
  - 1993 – Její pastorkyňa (Jenůfa)[10]
  - 1993 – Tři mušketýři (D'Artagnanova matka / Ketty)[11]
  - 1994 – Valašská čtverylka (Votruba)[12]
  - 1994 – Procitnutí jara (Vendla)[13]
  - 1994 – Na malém dvorci (Aneta Vaševičová)[14]
  - 1994 – Romeo a Julie (Julie)[15]
  - 1995 – Císařův mim (Pamela)[16]
- Divadlo pod Palmovkou
  - 1996–1997 – Život je sen (Rosaura, dáma)[17]
  - 1996–1999 – Jak se vám líbí (Rosalinda) – vystupovala v alternaci[18]
  - 1997 – Nebezpečné vztahy (Prezidentová de Tourvel) – vystupovala v alternaci s Miroslavou Pleštilovou[19]
  - 1997–1999 – Kouzelník z Lublinu (Magda)[20]
  - 1998–1999 – Pitvora (Beatriz - Juana)[21]
  - 2001 – Ubohý vrah (Druhá herečka)[22]
- Divadlo v Řeznické
  - 1997 – Snídaně u Tiffanyho (Snídaně v podvečer) (Holly)[23]
- Švandovo divadlo
  - 2002–2003 – Čas katů (Mme Charpennet / Popravovaná žena)[24]
  - 2003 – Clavijo (Marie)[25]
  - 2003–2007 – Poručík z Inishmoru (Maired)[26]
  - 2003–2008 – Znalci (Kiki)[27]
  - 2003–2005 – Ženitba (Duňaša)[28]
  - 2004–2005 – Vášeň jako led aneb Myšlenka pana Doma (Félie, milenka pana Doma)[29]
  - 2004–2006 – Vojcek - Der Romantiker (Markéta, manželka Profesora)[30]
  - 2005–2007 – Klářiny vztahy (Klára)[31]
  - 2005–2010 – Žebrácká opera (Jenny) – vystupovala v alternaci s Janou Strykovou[32][33]
  - 2006–2008 – Mobile Horror (Terhi)[34]
  - 2006–2008 – Periferie (Paní)[35]
  - 2007 – Bomby, prachy a láska! (Gnazezza Monnezza)[36]
  - 2008 – Její pastorkyňa (Kolušina)[37]
  - 2008 – Dorotka (Adéla)[38]
  - 2008–2009 – Oděsa (Pelegeja, místní kurtizána) – roli později převzala Blanka Popková[39][40]
  - 2009 – Kdo je tady ředitel? (Mette) – roli později převzaly Šárka Urbanovská a Blanka Popková[41]
- Divadlo Viola
  - 2008 – Noc po rozvodu (Musica podruhé) (Ona)[42]
- Divadlo Letí
  - 2009 – Večeře[43]
- Divadlo Broadway
  - Od 2013 – Večírek – vystupuje v alternaci s Miroslavou Pleštilovou[44]

## Ocenění
- 1993 – Cena Valtra Tauba[45]